# Arbrå och Järvsö tingslag
Arbrå och Järvsö tingslag var ett tingslag i Västra Hälsinglands domsaga i Hälsingland i Gävleborgs län. År 1923 hade tingslaget 15 459 invånare. Tingsort var Järvsö.
Tingslaget bildades 1880 av Järvsö tingslag och Arbrå tingslag och dess verksamhet överfördes 1928 till Västra Hälsinglands domsagas tingslag
Tingslaget hörde till Västra Hälsinglands domsaga.

## Socknar
Tingslaget omfattade följande socknar:
- Arbrå socken
- Järvsö socken
- Undersviks socken